# Alfabeto farfallino
Il farfallino, farfallese è una lingua ludica per bambini. In questo alfabeto le vocali vengono "codificate" per parlare in codice segreto, per esempio, farfallese diventa "fafarfafallefesefe"

## Schema
Si può intendere come una forma estremamente semplice di codice segreto e consiste nel raddoppiare ogni vocale con l'aggiunta di una f interposta: per esempio, a diventa afa, e diventa efe, e così via (quindi "ciao" diventa cifiafaofo). Esiste una variante, più debole, che consiste semplicemente nell'inserire una "f" dopo ogni sillaba. Viene detto "farfallino" perché le parole "codificate" secondo questo schema hanno un suono simile a quello della parola "farfalla".

### Alcuni esempi di farfallino
Ciao si dice cifiafaofo
Grazie si dice grafazifiefe
Come stai si dice cofomefe stafaifi
Ora proviamo a creare una frase:
"ciao sono wikipedia e oggi ti insegno a parlare il farfallino"
"cifiafaofo sofonofo wifikifipefedifiafa efe ofoggifi tifi ifinsefegnofo afa pafarlafarefe ifil fafarfafallifinofo"

### Varianti
Questo schema generale ammette un'infinità di varianti, alcune delle quali hanno a loro volta una certa diffusione; In francese esiste un gioco linguistico analogo in cui a diventa adaga, e diventa edegue e così via. Nei paesi di *lingua spagnola* c'è l'idioma de la pe o jeringonza (rispettivamente "lingua della p" o "gergo"), in cui si aggiunge una p. Lo jeringonza è particolarmente popolare in Sudamerica, dove è chiamato in diversi modi, in genere derivati da jeringonza (per esempio jeringozo in Argentina e Uruguay, jeringonzo in Colombia, jerigonzo o jerigoncio in Cile). Lo jeringonza è diffuso anche in Brasile, col nome di língua do pê ("lingua della p").
Il farfallino e le sue varianti sono casi di crittografia basata su un cifrario a sostituzione (come, ad esempio, il cifrario di Cesare). La regola di sostituzione particolarmente semplice rende possibile la decodifica anche "a orecchio". L’incomprensibilità di quello che si dice viene dall'inserimento di altri suoni e sillabe aggiuntive che disturbano la comprensione. Questo non vale per altri tipi di codici a sostituzione usati dai bambini, in cui la regola di sostituzione è irregolare.
Sostituzioni nell'alfabeto farfallino:
- a → afa
- e → efe
- i → ifi
- o → ofo
- u → ufu

## Cultura di massa
Il famoso regista Federico Fellini dedica ad una variante dell'alfabeto farfallino in S una scena del film 8½. Il protagonista Guido Anselmi (ruolo interpretato da Marcello Mastroianni) incontra il mago Maurice (interpretato da Ian Dallas), che insieme con la sua assistente, la sensitiva Maya (l'attrice Mary Indovino) si lancia nella lettura del pensiero di Guido, da dove spuntano certe parole misteriose: “Asa Nisi Masa”. Segue un lungo flashback che porta a svelare l’origine delle parole: da bambino, il regista usava la frase come formula magica, che pronunciata in un certo modo, faceva puntare le pupille di un uomo ritratto in un dipinto verso un tesoro nascosto. Dalla traslitterazione della parola magica scritta in farfallino, si arriva poi alla parola originale: anima.
Nel 2016 una domanda di logica sull'alfabeto farfallino è stata inserita all'interno del test d’ingresso per le facoltà a numero chiuso di Medicina e Chirurgia e Odontoiatria dell'Università "La Sapienza" di Roma.
Nel doppiaggio italiano di The Big Bang Theory nell’episodio 7 della stagione 10 Penny ed Amy parlano in farfallino per non farsi capire da Leonard e Sheldon.